# Höstkänning
Höstkänning är den svenske artisten Ola Magnells tredje album, utgivet på LP i oktober 1977 och på CD 1990.
Ett flertal studiomusiker medverkar på skivan, mestadels amerikanska. På några spår medverkar Jojje Wadenius på bas och Lasse Englund på gitarr. Marie Bergman gästsjunger på "Anemonen".
Låten "Pappa" användes i TV-serien Allt faller (2013).
Låten "Pappa" användes även i filmen Morran och Tobias - Som en skänk från ovan (2016)

## Låtlista

### LP
A
1. "Rulltrappan" – 3:55
2. "Vällingklockan" – 3:25
3. "Molande blues" – 3:40
4. "Populisthambo" – 1:40
5. "Pubertino" – 4:40
6. "Fåfängs sång" – 5:00

B
1. "Lucifer" – 3:10
2. "Anemonen" – 3:00
3. "Tidvis regn" – 5:35
4. "Höstkänning" – 3:55
5. "Pappa" – 5:55

### CD
1. "Rulltrappan" – 3:55
2. "Vällingklockan" – 3:25
3. "Molande blues" – 3:40
4. "Populisthambo" – 1:40
5. "Pubertino" – 4:40
6. "Fåfängs sång" – 5:00
7. "Lucifer" – 3:10
8. "Anemonen" – 3:00
9. "Tidvis regn" – 5:35
10. "Höstkänning" – 3:55
11. "Pappa" – 5:55

## Medverkande
- Rolf Alex – trummor
- Barry Beckett – piano, klavinet
- Ken Bell – akustisk gitarr, elgitarr
- Marie Bergman – sång på "Anemonen"
- Stefan Björklund – elgitarr
- Lasse Englund – slidegitarr, gitarr
- Backa Hans Eriksson – kontrabas
- Sten Forsman – bas
- Mats Glenngård – fiol
- Bobby Golden – gitarr
- Roger Hawkins – trummor
- Eddie Hinton – gitarr
- David Hood – bas
- Jaimoe Johanson – trummor
- Jimmy Johnson – elgitarr
- Chuck Leavell – piano
- Dru Lombar – slidegitarr, elgitarr
- Ola Magnell – akustisk gitarr, sång, munspel
- Stefan Nilsson – piano
- Johnny Sandlin – trummor
- Jojje Wadenius – bas
- Lasse Wellander – dragspel
- Lemar Williams – bas

## Listplaceringar
| Lista (1977) | Topplacering |
| ------------ | ------------ |
| Sverige      | 13           |

### Fotnoter
1. ↑  ”Ola Magnell”. Svensk mediedatabas. http://smdb.kb.se/catalog/search?q=Ola+Magnell&x=0&y=0. Läst 23 januari 2013.
2. ↑  ”Höstkänning”. Discogs.com. http://www.discogs.com/Ola-Magnell-H%C3%B6stk%C3%A4nning/release/1873974. Läst 23 januari 2013.
3. ↑  ”Allt faller”. IMDb.com. http://www.imdb.com/title/tt2637288/soundtrack?ref_=tt_trv_snd. Läst 13 augusti 2013.
4. ↑  Listplacering